# Agathosma ovalifolia
Agathosma ovalifolia är en vinruteväxtart som beskrevs av Neville Stuart Pillans. Agathosma ovalifolia ingår i släktet Agathosma och familjen vinruteväxter. Inga underarter finns listade i Catalogue of Life.